# Synallaxis rutilans
El pijuí rojizo (Synallaxis rutilans), también denominado chamicero colorado o rastrojero colorado (en Colombia), colaespina rojiza (en Ecuador),  cola-espina rojizo (en Perú), gϋitío rojizo (en Venezuela) o pijuí rojo,  es una especie de ave paseriforme de la familia Furnariidae perteneciente al numeroso género Synallaxis. Es nativa del escudo guayanés y de la cuenca del Amazonas en América del Sur.

## Distribución y hábitat
Se distribuye ampliamente desde el este de Colombia, hacia el este por el sur y este de Venezuela, Guyana, Surinam, Guayana francesa y todo la región amazónica brasileña, y desde el sur de Colombia, por el este de Ecuador, este de Perú, hasta el norte de Bolivia y Mato Grosso (Brasil).
Esta especie es considerada generalmente poco común y local en su hábitat natural: el estrato inferior del bosque húmedo de terra firme, hasta los 1200 m de altitud en Venezuela.

## Descripción
Mide 14,5 a 15 cm de longitud y pesa entre 15 y 22 g. El plumaje presenta variación entre las subespecies. Las occidentales tienen un plumaje castaño rojizo (rufo) en el dorso, la cabeza y el pecho, con lores y garganta negros, cola negruzca y vientre gris pardusco. El las subespecies centrales el dorso tiene un aspecto ligeramente oliváceo. La subespecie oriental S. r. omissa solamente presenta las alas rojizas (rufas), con el plumaje de la cabeza, el dorso y las partes inferiores color gris pardusco y la garganta y la cola negras.

## Comportamiento
Generalmente anda en pareja, forrajeando en el suelo o cerca, a menudo alrededor de árboles caídos, donde inspecciona enmarañados o amontonados de hojas muertas; es bastante furtivo. Algunas veces sabe acompañar bandadas mixtas.

### Alimentación
Se alimenta de insectos, que busca entre las hojas secas, las enredaderas y en el suelo.

### Reproducción
Construye un nido de formato globular con una masa de ramitas, con un largo túnel de entrada horizontal. Deposita de tres a cuatro huevos.

### Vocalización
Su canto es una frase insistente, rápidamente repetida «kií-kauóu» o «kií-kou», a veces continuada interminablemente.

## Sistemática

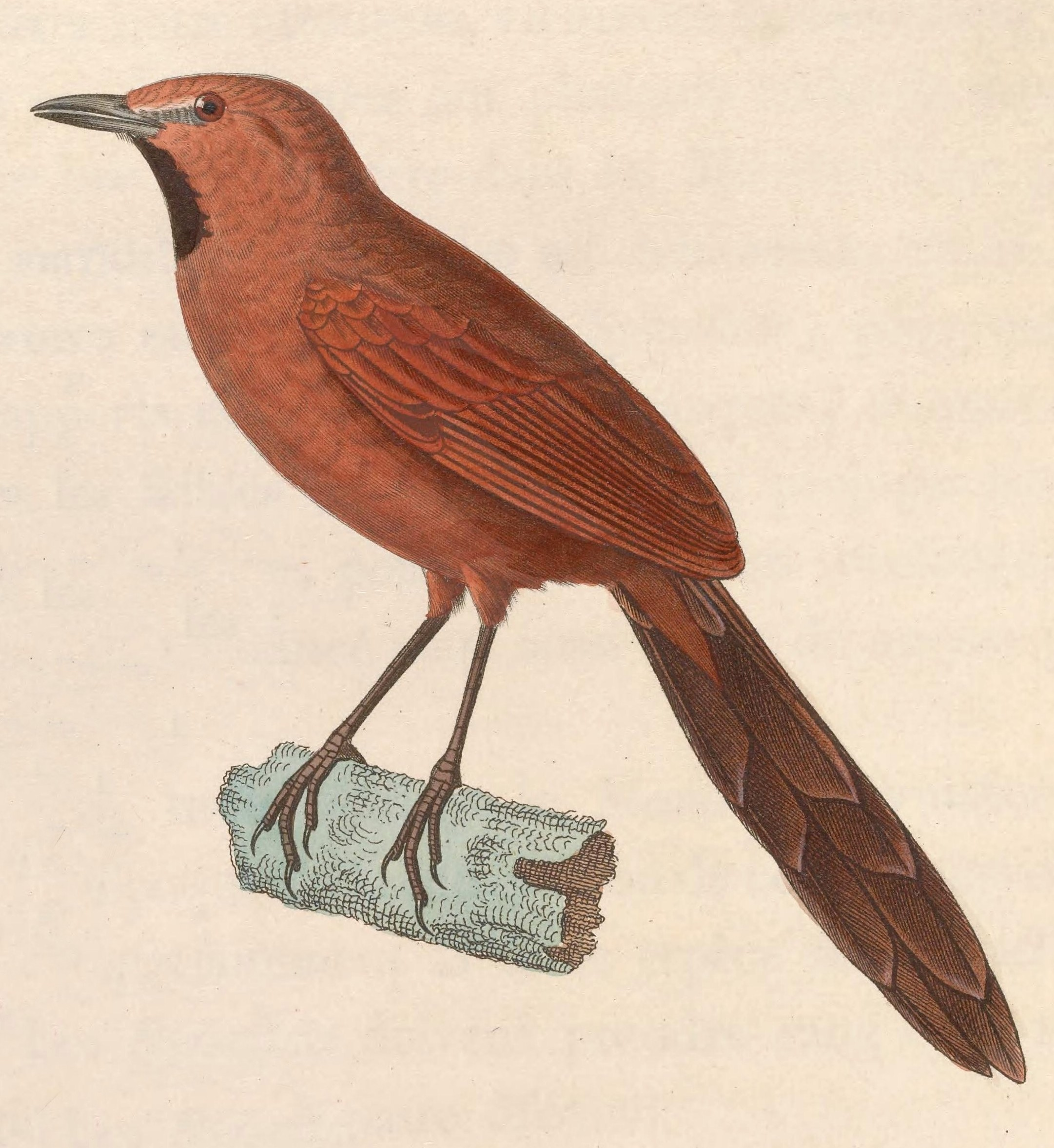
Synallaxis rutilans, ilustración de Huet le Jeune y Prêtre, en Temminck, Nouveau recueil de planches coloriées d'oiseaux, 1838.

### Descripción original
La especie S. rutilans  fue descrita por primera vez por el naturalista neerlandés Coenraad Jacob Temminck en 1823 bajo el mismo nombre científico; localidad tipo «Cametá, Río Tocantins, Brasil».

### Etimología
El nombre genérico femenino «Synallaxis» deriva del término francés «Synallaxe» dado por Vieillot (1818) a estas aves con referencia a las características diferenciadas que garantizan las separación genérica, que por su vez deriva del griego «συναλλαξις sunallaxis, συναλλαξεως sunallaxeōs» que significa ‘intercambio’; una acepción diferente sería que deriva del nombre griego «Synalasis», una de las ninfas griegas Ionides. El nombre de la especie «rutilans», proviene del latín «rutilans, rutilantis» que significa ‘de color rojizo brillante’.

### Taxonomía
Los datos genéticos indican que la presente especie es hermana de Synallaxis cherriei (cuyo espécimen tipo ya fue alguna vez considerado un individuo aberrante de la subespecie amazonica de la presente); ambas están cercanamente emparentadas con S. cinnamomea. La distintiva subespecie omissa puede ser una especie separada, pero su canto es igual al de las otras subespecies. La diferenciación y la distribución de las subespecies es incierta y el arreglo presentado es tentativo; algunas subespecies descritas pueden no ser distinguibles; mientras pequeñas series de especímenes del norte de Bolivia sugieren que la oscuridad de la coloración del plumaje varía clinalmente desde el oeste de la Amazonia hasta el extremo este de Bolivia (cerca de la localidad tipo de tertia); son necesarios análisis más amplios y profundos.

### Subespecies

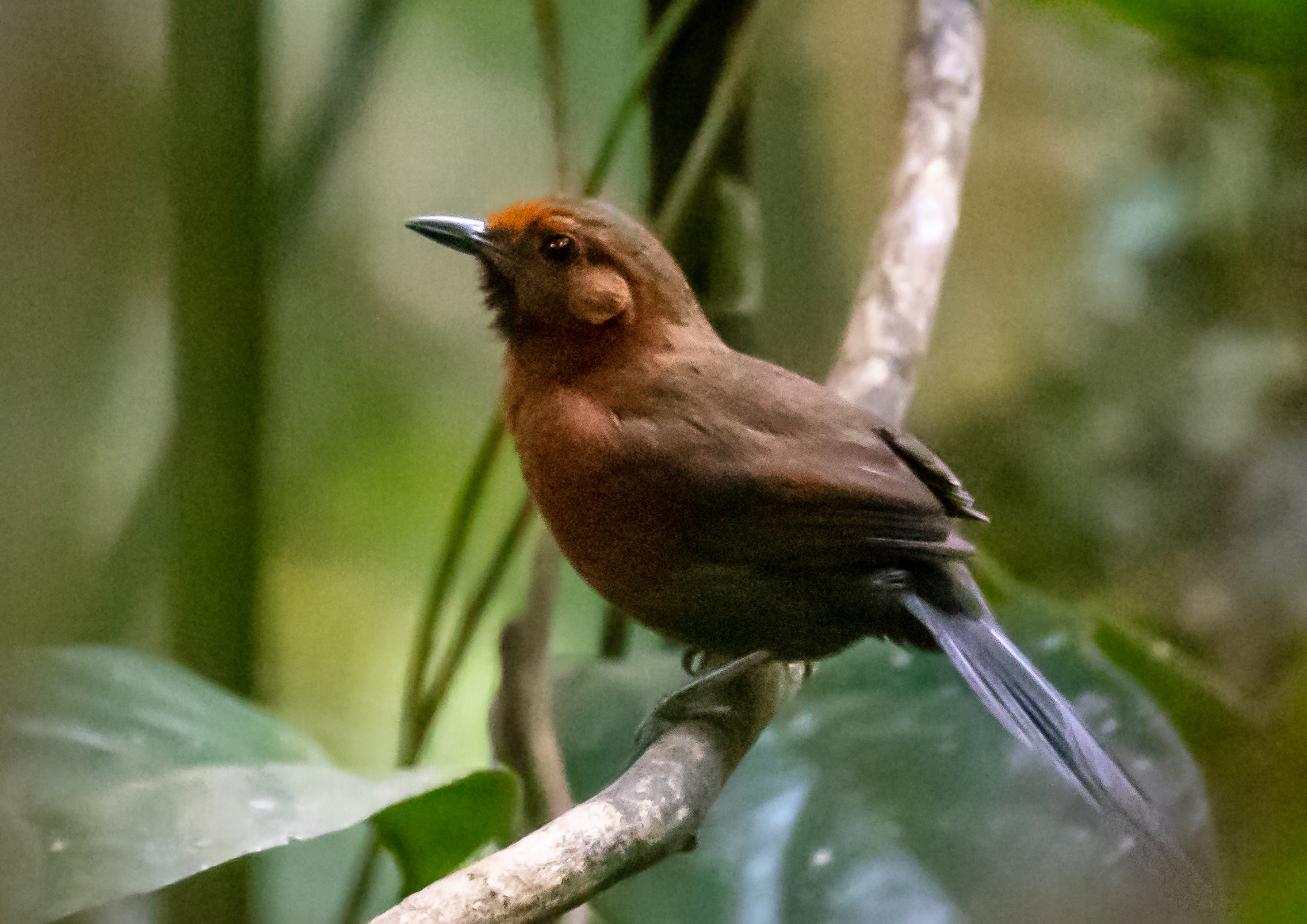
Synallaxis rutilans dissors en Presidente Figueiredo, Amazonas, Brasil.

Según las clasificaciones del Congreso Ornitológico Internacional (IOC) y Clements Checklist/eBird, se reconocen siete subespecies, con su correspondiente distribución geográfica:
- Synallaxis rutilans dissors Zimmer, J.T., 1935 – oriente de Colombia (Vichada, Guainía), sur de Venezuela (Amazonas, Bolívar), las Guayanas y el norte de Brasil (al este del Río Negro).
- Synallaxis rutilans caquetensis Chapman, 1914 – suroriente de Colombia (Meta, Caquetá, Guaviare y Vaupés), oriente de Ecuador y nororiente de Perú.
- Synallaxis rutilans confinis Zimmer, J.T., 1935 – noroeste de Brasil (al oeste del río Negro).
- Synallaxis rutilans amazonica Hellmayr, 1907 – oriente de Perú, oeste y centro de Brasil (sur del río Amazonas, al este hasta el río Tapajós) y norte de Bolivia (Pando y norte de Beni).
- Synallaxis rutilans rutilans Temminck, 1823 – centro este de Brasil, desde el río Tapajós hasta el río Tocantins, sur a noreste de Mato Grosso.
- Synallaxis rutilans tertia Hellmayr, 1907 – suroeste de Brasil (sur y suroeste de Mato Grosso) y oriente de Bolivia (oriente de Santa Cruz).
- Synallaxis rutilans omissa Hartert, 1901 – desde el río Tocantins hacia el este hasta el norte de Maranhão (oriente de Brasil).